# Egon Schmitz-Cliever
Egon Schmitz-Cliever (* 17. Juni 1913 in Aachen; † 28. September 1975 ebenda)  war ein deutscher Arzt  und Medizinhistoriker.

## Leben und Wirken
Schmitz-Cliever studierte bis zum 28. Juli 1934 Medizin an der Universität Rostock und wurde 1938 an der Universität Göttingen promoviert. Anschließend erhielt er eine Stelle als Radiologe an den Städtischen Krankenanstalten Aachen. 
Während der Zeit des Nationalsozialismus trat er mehreren NS-Organisationen bei, darunter bereits 1933 der NSDAP, sowie der SA, dem NS-Ärztebund, der Nationalsozialistischen Volkswohlfahrt und dem Nationalsozialistischen Deutschen Studentenbund. Nach dem Zweiten Weltkrieg musste er sich einem Entnazifizierungsverfahren stellen und wurde zunächst in Stufe III B2 – Minderbelastet, eingestuft. Aus diesem Grund war seitens der Amerikanischen Militärregierung geplant, Schmitz-Cliever nicht mehr im Amt zu belassen. In einem anschließenden Revisionsverfahren konnte Schmitz-Cliever die Richter schließlich davon überzeugen, dass er seine Mitgliedschaften in den NS-Organisationen lediglich aus „existenziellen Gesichtspunkten“ getätigt habe, ohne jedoch in den Organisationen groß in Erscheinung getreten zu sein. Daraufhin wurde ihm die Weiterbeschäftigung gestattet und er nahm seinen Dienst an den Krankenanstalten, die 1966 in das Universitätsklinikum Aachen übergegangen sind, wieder auf.
Später verlegte Schmitz-Cliever seinen Schwerpunkt auf die Erforschung der Medizingeschichte, insbesondere derer von Aachen und der Rheinlande. Auf diesem Gebiet war er langjähriger Lehrbeauftragter an der RWTH Aachen, die ihn am 11. August 1970  zum Honorarprofessor  ernannte.
Die Kunsthistorikerin und langjährige Leiterin der Aachener Domschatzkammer Herta Lepie ist die Tochter von Egon Schmitz-Cliever. Dieser fand seine letzte Ruhestätte in der Familiengruft auf dem Aachener Waldfriedhof.

## Veröffentlichungen (Auswahl)
- Die Frühzeichen der Coxa vara adolescentium. Lechte Verlag, Emsdetten 1937.
- Zur Frage der epidemischen Tanzkrankheit des Mittelalters. In: Sudhoffs Archiv. Band 37, 1953, S. 149–161.
- Die Heilkunde in Aachen von römischer Zeit bis zum Anfang des 19. Jahrhunderts. J. A. Mayer, Aachen 1963; auch in Zeitschrift des Aachener Geschichtsvereins. Band 74/75, 1962/63, S. 5–160.
- Der Bonner Privatdozent Wenzel Krimer. Bouvier Verlag, Bonn 1966 (= Academia Bonnensia. Band 2).
- Clemens August Alertz (1800–1866). In: Rheinische Lebensbilder. Düsseldorf 1968.
- Die Gründung des ersten Wöchnerinnenasyls in Deutschland (1830). In: Sudhoffs Archiv. Band 50, Heft 2, 1966, S. 136–156.